# Hlinsko (Chrudimi járás)
Hlinsko település Csehországban, a Chrudimi járásban. Hlinsko Jeníkov, Vysočina, Vojtěchov, Raná, Hamry, Holetín, Studnice, Včelákov, Vítanov, Ždírec nad Doubravou és Krucemburk településekkel határos. Lakosainak száma 9577 fő (2024. január 1.).

## Népesség
A település lakosságának változását az alábbi diagram mutatja:
| Lakosok száma | 4882 | 5231 | 6901 | 7413 | 10 182 | 10 543 | 9759 | 9677 | 9416 | 9577 |
|               | 1869 | 1890 | 1921 | 1950 | 1980   | 2001   | 2017 | 2019 | 2022 | 2024 |